# Inmigración india en Filipinas

Bandera de la India.

Bandera de Filipinas.

La inmigración de la India a las Filipinas, se remonta por diferentes siglos. Sobre todo por los intercambios comerciales que hubo desde Tamil Nadu al archipiélago, durante los siglos IX y X a. C. Actualmente se calcula, que el promedio de filipinos de ascendencia hindú, es el 5% en el país, sea hijos de padres inmigrantes indios nacidos en Filipinas o de ascendencia mixta. Actualmente, hay algunos inmigrantes hindúes que residen en el país y que llegaron a Filipinas por diferentes motivos, como algunos son empresarios que invirtieron para abrir empresas de industrialización y otros en busca de un futuro mejor. 

## Historia

### Edad de hierro
La India había influido también parte de su herencia cultural en Filipinas, por medio de diferentes pueblos que invadieron las islas antes de la llegada de los conquistadores españoles. Durante la difusión del legado lingüístico y cultural del Mundo indio, ha influido a través de diferentes pueblos y reinados. La influencia cultural india en Filipinas, ha sido transmitida por medio de estos pueblos invasores durante los imperios de mayapajit, jemer y la de Srivijaya. La presencia hindú en Filipinas, ha sido constante desde tiempos prehistóricos, junto a la llegada de inmigrantes chinos y japonenses. Incluso tras la llegada de los europeos, al menos de dos milenios. El pueblo indio, junto con los nativos del archipiélago de Indonesia y de la Península de Malaca, quienes habían negociado con los nativos. También habían introducido el hinduismo a los nativos de Filipinas. Incluso se dice la religión islámica, también llegó por estos inmigrantes originarios de la India.

## Época colonial
Las tropas de los Sepoy de Madrás (actualmente Chennai y Tamil Nadu ), con la llegada de la expedición británica y la ocupación entre 1762 y 176,  durante la guerra de los Siete Años. Cuando los británicos se retiraron, muchos de los cipayos (soldados del Ejército Indio) se amotinaron y se negaron a retirarse. Casi todos habían tenido novias filipinas. Se instalaron lo que hoy es Cainta, Rizal, ubicado al este del Metro Manila. A partir de 2006, entre el 70 y el 75%, ciento de los indígenas y mestizos de Filipinas, que vive en la Gran Manila, forma la comunidad más grande fuera de Manila, también instalados en la Provincia de Isabela. Alrededor de Cainta, son descendientes de los Sepoy.
Durante los años 1930 y 1940, muchos indios, vivían en distintas provincias filipinas, principalmente en la Provincia de Dávao, cuando la economía de Filipinas se concentraba en Manila. El alcalde de Manila , Ramón Bagatsing, tiene ascendencia india y de Punjabi.

## Influencia lingüística al castellano
Para el mundo hispano y sobre todo dentro de la población hispanohablante en Filipinas, hay palabras de origen hindú que se han incorporado a la lengua castellana o española. Algunas de ellas son bastantes conocidas. No solo en Filipinas, sino también en otros países de habla hispana como España e Hispanoamérica principalmente. Las palabras originarias del legado indio o hindú, más conocidas son; Champú, yoga, yogui, gurú, jainismo, ayyavazhi, brahmanismo, kali, mango y entre otros.

## Famosos filipinos de ascendencia india o hindú
- Sharmaine Arnaiz - actriz filipina.
- Ramon Bagatsing - alcalde de Manila.
- Sanjay Beach - Jugador de fútbol americano.
- Juan Cailles - Militar y revolucionario filipino
- Samir Gogna - DJ y locutor de Radio.
- Khasim Mirza - Baloncestista filipino
- Venus Raj - Modelo de Catar de ascendencia india y filipina.
- Janina San Miguel - Modelo filipina
- Gardo Versoza - Actor filipino
- Dawn Zulueta - Actriz y modelo filipina, esposa de Richard Gómez